# Second Division 1997-1998
La Football League Second Division 1997-1998 è stato il 71º campionato inglese di calcio di terza divisione, nonché il 6º con la denominazione di Second Division.

## Squadre partecipanti
| Squadra           | Città                           | Stadio              | Stagione precedente                                     |
| ----------------- | ------------------------------- | ------------------- | ------------------------------------------------------- |
| Blackpool         | Blackpool                       | Bloomfield Road     | 7º posto in Football League Second Division             |
| Bournemouth       | Bournemouth                     | Dean Court          | 16º posto in Football League Second Division            |
| Brentford         | Londra (Hounslow)               | Griffin Park        | 4º posto in Football League Second Division             |
| Bristol City      | Bristol                         | Ashton Gate         | 5º posto in Football League Second Division             |
| Bristol Rovers    | Bristol                         | Memorial Stadium    | 17º posto in Football League Second Division            |
| Burnley           | Burnley                         | Turf Moor           | 9º posto in Football League Second Division             |
| Carlisle United   | Carlisle                        | Brunton Park        | 3º posto in Football League Third Division, promosso    |
| Chesterfield      | Chesterfield                    | Saltergate          | 10º posto in Football League Second Division            |
| Fulham            | Londra (Hammersmith and Fulham) | Craven Cottage      | 2º posto in Football League Third Division, promosso    |
| Gillingham        | Gillingham                      | Priestfield Stadium | 11º posto in Football League Second Division            |
| Grimsby Town      | Grimsby                         | Blundell Park       | 22º posto in Football League First Division, retrocesso |
| Luton Town        | Luton                           | Kenilworth Road     | 3º posto in Football League Second Division             |
| Millwall          | Londra (Bermondsey)             | The Den             | 14º posto in Football League Second Division            |
| Northampton Town  | Northampton                     | Sixfields Stadium   | 4º posto in Football League Third Division, promosso    |
| Oldham Athletic   | Oldham                          | Boundary Park       | 23º posto in Football League First Division, retrocesso |
| Plymouth Argyle   | Plymouth                        | Home Park           | 19º posto in Football League Second Division            |
| Preston North End | Preston                         | Deepdale            | 15º posto in Football League Second Division            |
| Southend United   | Southend on Sea                 | Roots Hall          | 24º posto in Football League First Division, retrocesso |
| Walsall           | Walsall                         | Bescot Stadium      | 12º posto in Football League Second Division            |
| Watford           | Watford                         | Vicarage Road       | 13º posto in Football League Second Division            |
| Wigan Athletic    | Wigan                           | Springfield Park    | 1º posto in Football League Third Division, promosso    |
| Wrexham           | Wrexham                         | Racecourse Ground   | 8º posto in Football League Second Division             |
| Wycombe Wanderers | High Wycombe                    | Adams Park          | 18º posto in Football League Second Division            |
| York City         | York                            | Bootham Crescent    | 20º posto in Football League Second Division            |

## Classifica finale
|  | Pos. | Squadra          | Pt | G  | V  | N  | P  | GF | GS | DR  |
|  | ---- | ---------------- | -- | -- | -- | -- | -- | -- | -- | --- |
|  | 1    | Watford          | 88 | 46 | 24 | 16 | 6  | 67 | 41 | +26 |
|  | 2    | Bristol City     | 85 | 46 | 25 | 10 | 11 | 69 | 39 | +30 |
|  | 3    | Grimsby Town     | 72 | 46 | 19 | 15 | 12 | 55 | 37 | +18 |
|  | 4    | Northampton Town | 71 | 46 | 18 | 17 | 11 | 52 | 37 | +15 |
|  | 5    | Bristol Rovers   | 70 | 46 | 20 | 10 | 16 | 70 | 64 | +6  |
|  | 6    | Fulham           | 70 | 46 | 20 | 10 | 16 | 60 | 43 | +17 |
|  | 7    | Wrexham          | 70 | 46 | 18 | 16 | 12 | 55 | 51 | +4  |
|  | 8    | Gillingham       | 70 | 46 | 19 | 13 | 14 | 52 | 47 | +5  |
|  | 9    | Bournemouth      | 66 | 46 | 18 | 12 | 16 | 57 | 52 | +5  |
|  | 10   | Chesterfield     | 65 | 46 | 16 | 17 | 13 | 46 | 44 | +2  |
|  | 11   | Wigan            | 62 | 46 | 17 | 11 | 18 | 64 | 66 | –2  |
|  | 12   | Blackpool        | 62 | 46 | 17 | 11 | 18 | 59 | 67 | –8  |
|  | 13   | Oldham Athletic  | 61 | 46 | 15 | 16 | 15 | 62 | 54 | +8  |
|  | 14   | Wycombe          | 60 | 46 | 14 | 18 | 14 | 51 | 53 | –2  |
|  | 15   | Preston N.E.     | 59 | 46 | 15 | 14 | 17 | 56 | 56 | 0   |
|  | 16   | York City        | 59 | 46 | 14 | 17 | 15 | 52 | 58 | –6  |
|  | 17   | Luton Town       | 57 | 46 | 14 | 15 | 17 | 60 | 64 | –4  |
|  | 18   | Millwall         | 55 | 46 | 14 | 13 | 19 | 43 | 54 | –11 |
|  | 19   | Walsall          | 54 | 46 | 14 | 12 | 20 | 43 | 52 | –9  |
|  | 20   | Burnley          | 52 | 46 | 13 | 13 | 20 | 55 | 65 | –10 |
|  | 21   | Brentford        | 50 | 46 | 11 | 17 | 18 | 50 | 71 | –21 |
|  | 22   | Plymouth         | 49 | 46 | 12 | 13 | 21 | 55 | 70 | –15 |
|  | 23   | Carlisle Utd     | 44 | 46 | 12 | 8  | 26 | 57 | 73 | –16 |
|  | 24   | Southend Utd     | 43 | 46 | 11 | 10 | 25 | 47 | 79 | –32 |

Legenda:
      Promosso in Football League First Division 1998-1999.
  Ammesso ai play-off.
      Retrocesso in Football League Third Division 1998-1999.
Regolamento:
Tre punti a vittoria, uno a pareggio, zero a sconfitta.
In caso di arrivo di due o più squadre a pari punti, la graduatoria verrà stilata secondo i seguenti criteri:
- maggior numero di gol segnati
- differenza reti

Note:

Bristol Rovers e Fulham qualificati ai play off in virtù del maggior numero di gol segnati rispetto a Wrexham e Gillingham.

## Spareggi

### Play-off

#### Tabellone
|  | Semifinali | Semifinali       | Semifinali | Semifinali | Semifinali |  |  | Finale           | Finale           | Finale |  |
|  |            |                  |            |            |            |  |  |                  |                  |        |  |
|  | 6          | Fulham           | 1          | 0          | 1          |  |  |                  |                  |        |  |
|  | 3          | Grimsby Town     | 1          | 1          | 2          |  |  | Grimsby Town     | Grimsby Town     | 1      |  |
|  | 5          | Bristol Rovers   | 3          | 0          | 3          |  |  | Northampton Town | Northampton Town | 0      |  |
|  | 4          | Northampton Town | 1          | 3          | 4          |  |  |                  |                  |        |  |

#### Semifinali
|                  | Risultati |                  | Luogo e data                |
| ---------------- | --------- | ---------------- | --------------------------- |
| Fulham           | 1-1       | Grimsby Town     | Londra, 9 maggio 1998       |
| Grimsby Town     | 1-0       | Fulham           | Grimsby, 13 maggio 1998     |
|                  |           |                  |                             |
| Bristol Rovers   | 3-1       | Northampton Town | Bristol, 10 maggio 1998     |
| Northampton Town | 3-0       | Bristol Rovers   | Northampton, 13 maggio 1998 |
|                  |           |                  |                             |

#### Finale
|              | Risultati |                  | Luogo e data                             |
| ------------ | --------- | ---------------- | ---------------------------------------- |
| Grimsby Town | 1-0       | Northampton Town | Londra (Wembley Stadium), 24 maggio 1998 |
|              |           |                  |                                          |